# London Business School
London Business School, zkratkou LBS je obchodní škola federální univerzity v Londýně.

## Historie
Škola byla založena v roce 1964, pod názvem London Graduate School of Business Studies, s Dr. Arthurem Earlem jako Deanem (děkanem). V roce 1965 získals status University of London.
V roce 1966 byl zahájen první výkonný rozvojový program a následně vyšší výkonný program. Sheila Cross se zapsala, jako první studentka školy.
V roce 1968 zahájila škola program Sloan Fellowship MSc, byla první mimo USA. (Program založený v roce 1930 na Sloan School of Management v USA.)
Do programu Sloan Fellowship MSc bylo přihlášeno 17 studentů a program byl financován nadací Alfreda P. Sloana, což byl americký obchodní manažer v automobilovém průmyslu a dlouholetý prezident, předseda a generální ředitel General Motors Corporation.
První doktorandský program byl zahájen v roce 1969 a v roce 1970 její Veličenstvo královna Alžběta II otevřela školní areál Regent's Park.
První doktorát byl udělen v roce 1974 a v tom roce poprvé ženy tvořily více než 15 % studentů. V roce 1983 byl otevřen program MBA (Master of Business Administration) na částečný úvazek, pod vedením sira Andrewa Likiermana, bývalého děkana školy, kterého ve funkci nahradil v srpnu 2017 François Ortalo-Magné, francouzský rodák, bývalý děkan Wisconsinské obchodní fakulty.
V roce 1986 se škola oficiálně stala London Business School a byla začleněna do Royal Charter, která dala LBS právo udělovat tituly. V roce 1992 získala škola královskou cenu za export, jako uznání za poskytování vzdělávacích služeb manažerům a společnostem po celém světě. Následující rok zahájila svůj první magisterský program v oboru financí a v roce 2001 studijní program EMBA (Executive Master of Business Administration) – Global ve spolupráci s Columbia Business School.

## Současnost
Škola dnes uděluje postgraduální tituly v magisterském programu, obor management a finance. Jejím mottem je „Významně ovlivnit způsob, jakým svět obchoduje“.
V roce 2007 byl v Dubaji otevřen sekundární kampus, který nabízí Executive MBA i Executive Education Programy (výkonné vzdělávání).  V roce 2009 škola zahájila dva nové programy: EMBA-Global Asia ve spolupráci s University of Hong Kong a Columbia Business School a Masters in Management (MiM). V roce 2012 koupila škola budovu bývalé radnice Marylebone a rozšířila vyučovací zařízení o 70 %. Na renovaci vyčlenila 60 milionů liber.  Nová budova otevřená v roce 2017 byla pojmenována „Sammy Ofer Center“ na počest velkorysého dárce – Oferovy rodiny, která darovala finance na její výstavbu.
V roce 2016 škola uspořádala finanční kampaň ve které získala na rozvoj 100 milionů liber. Na začátku roku 2016 bylo získáno 98 milionů, z čehož 40 milionů bylo použito na obnovu radnice Marylebone, 28 milionů na výzkum, 18 milionů na stipendia pro studenty, 10 milionů na zvýšení školní dotace a 4 miliony na zlepšení technologie v celé škole. 
Tato částka se navýšila o dva peněžité dary v hodnotě 25 milionů liber, od absolventů Jimiho Ratcliffa a Idana Ofera na finálních 125 milionů liber. 
Společnost LBS byla v žebříčku QS (quality standard) na 1. místě v Evropě (2014–2019) podle magazínu Financial Times  a 2. na světě (pro obchodní a manažerské studie; 2017). 
V roce 2016 společnost LBS zahájila nový program Masters in Financial Analysis, zaměřený na nedávné absolventy, kteří se chtějí věnovat kariéře v oblasti financí, a získala pronájem sousední budovy Královské vysoké školy porodníků a gynekologů, v níž působí od roku 2020.

## Zařízení
Hlavní kampus se nachází v Londýně vedle Regent's Parku v Sussex Place, který postavil architekt John Nash, původně jako 26 řadových domů v letech 1822–23. Pod linií střechy je deset špičatých kupolí a fasáda je zdobena korintskými sloupy.
LBS má k dispozici řadu zařízení, včetně sportovního centra, restaurace, tří kaváren a knihovny, vše určené pro výhradní použití její komunity. Ke kampusu je připojena také soukromá hospoda a hrad Windsor. Většina učeben se nachází v Sainsbury Wing. Střed terasy Sussex Place, ubytovává kolem 100 studentů.
Pro studenty v prezenčních programech není ubytování v areálu zařízeno, i když jsou zde i prostory například pro návštěvy. Většina studentů prezenčních programů se rozhodne žít v blízkých podnájmech soukromých domů nebo v kolejích jiných škol, jako je například International Students House v Londýně.
Ve škole je více než 70 studentských klubů. Od profesionálních klubů, jako jsou poradenské, podnikatelské a energetické kluby, až po regionální kluby včetně latinskoamerického a čínského klubu, sportovního a klubu salsa. 

## Podmínky přijetí ke studiu
Všichni uchazeči musí absolvovat mezinárodní zkoušky související s jejich anglickými schopnostmi (TOEFL) nebo IELTS a matematickými / logickými dovednostmi (GMAT nebo GRE). Kandidáti jsou také žádáni, aby napsali několik esejí (témata se vztahují k plánovaným programům). Proces náboru má dva kroky. První se skládá z odeslání aplikace s následujícími informacemi: 
- Formulář žádosti (administrativní a akademické informace o uchazeči, ale také jeho kariérní plán a osobní ambice)
- Několik esejů
- Skóre GMAT nebo GRE. Průměrné skóre GMAT je obvykle kolem 700 (90. procent.)
- Skóre TOEFL (anglický test)
- Jednostránkový životopis (CV)
- Dva referenční dopisy (jeden akademický a jeden profesionální)
- Kandidátův akademický přepis s jeho známkami

Po přijetí žádosti provede výběrová komise přezkoumání. Pokud kandidát splňuje kritéria školy, bude pozván na pohovor v kampusu v Londýně. Pokud je tento druhý krok úspěšný, kandidát obdrží nabídku od LBS.
Stěžejním programem školy je její plný magisterský titul 15–21 měsíců na plný úvazek. Studenti magisterského programu absolvují předepsanou sadu základních kurzů a poté si vyberou z přibližně 70 různých volitelných předmětů. Velikost třídy je přibližně 400 studentů v každém ročníku. Jsou rozděleny do 5 skupin – asi 80 studentů, kteří absolvují všechny základní kurzy dohromady. Přijímací řízení je vysoce konkurenční a selektivní.
Kromě akademického vzdělání klade škola důraz na osobní a profesní rozvoj, včetně vedení, globálního povědomí a budování obchodních dovedností. Tomuto vývoji napomáhají specializované workshopy vedené externími konzultanty, studenty a fakultou. Kromě řady volitelných kurzů má London Business School partnerství s přibližně 32 školami po celém světě, kam studenti mohou jezdit na výměnné pobyty.

## Magisterský program
Magisterský program na LBS je řazen mezi top 10 na světě. V letech 2014–2015 podle Global 200 Business School Report se Londýnská Business School a její magisterský program umístil na prvním místě mezi všemi jednoletými a dvouletými evropskými magisterskými programy.  Mezi ne-americkými dvouletými programy byla LBS v roce 2012 na prvním místě podle Bloomberg BusinessWeek, na 3. místě podle The Economist v roce 2012, na prvním místě podle Financial Times v roce 2014 a 2012,   a 1. podle Forbes v letech 2011, 2012 a 2013.
V roce 2015 obsadil LBS 2. místo na světě hned za Harvard Business School. 
Magisterský program má jeden z největších mezinárodních výměnných programů na světě. Každý rok přibližně 35 procent studentů druhých ročníků stráví období v zahraničí na jedné z více než 30 partnerských školách, včetně NYU Stern School of Business, IESE Business School, Booth School of University of Chicago, Wharton School of University z Pensylvánie, UCLA Anderson School of Management, MIT Sloan School of Management, Tuck School of Business, Dartmouth College, Columbia Business School, Kellogg School of Management, Northwestern University, Haas School of Business, UC Berkeley, McDonough School of Business, Georgetown University, Indian School of Business.
Škola nabízí magisterský program také studentům na částečný úvazek, který je ukončen za 16–20 měsíců. Na akademické úrovni student obdrží stejný titul, jako student na plný úvazek. Programy zahrnují velmi podobné základní kurzy, mezinárodní terénní práce a širokou škálu volitelných předmětů. Kurz je zakončen společně se zprávou o projektu nebo vedení společnosti.

## Sekundární kampus v Dubaji
Program začíná orientačním týdnem v Londýně. Poté studenti absolvují 10 základních modulů, které se každý měsíc vyučují ve čtyřdenním nebo pětidenním bloku v Dubaji. Studenti si pak vybírají volitelné předměty, které jsou nabízeny především v Londýně. V Londýně se konají i dva další základní moduly.
Dalších 140 studentů má možnost přihlášení se do duálního programu EMBA-Global. Vyučuje se ve spolupráci s Columbia Business School. Absolventi získávají tituly na obou univerzitách. První rok zahrnuje týdenní moduly, každý měsíc střídavě mezi Londýnem a New Yorkem. Ve druhém roce si studenti vyberou z celé řady volitelných předmětů dostupných na zúčastněných školách.

## EMBA – Global Asie
Program EMBA – Global Asie byl zahájena v roce 2008 společně s Hongkongskou univerzitou a Columbií. Výuka probíhá na všech třech obchodních školách. Zatímco první ročník je založen na transatlantickém programu EMBA-Global. Programu který je navržen pro studenty, kteří mají zájem účastnit se na vedení významných nadnárodní společností.

## Sloan Masters ve vedení a strategii
Společenství bylo založeno v roce 1968 a je magisterským studijním programem určeným pro vedoucí pracovníky, profesionály a podnikatele se značnými zkušenostmi s rozhodováním na strategické úrovni. Přijímací řízení je vysoce konkurenční a selektivní. Typická třída je velmi různorodá a zahrnuje účastníky z 13–23 různých zemí.
Tento 12 měsíční magisterský studijní program se zaměřuje na strategii, vedení, změnu a globalizaci. Program Sloan je nabízen také na Stanford Graduate School of Business a MIT Sloan School of Management.

## Masters in Finance
Škola nabízí magisterský program v oboru finance („MiF“) na částečný i plný úvazek. Denní program navštěvuje přibližně 120 studentů. V letech 2011, 2012, 2013, 2014, 2015 a 2017 jej magazín Financial Times umístila na 1. místě mezi programy Masters in Finance (post-experience) na světě.

## Masters in Financial Analysis
Masters in Financial Analysis je nejnovější program nabízený London Business School, který začal v září 2016. Kurz trvá 12 měsíců. Program se zaměřuje na nedávné absolventy s méně než roční pracovní zkušeností, kteří plánují zahájit kariéru v oblasti financí, obvykle jako analytik v investiční bance nebo v poradenství. Učební plán se skládá z 10 základních kurzů založených na 5 pilířích (účetnictví, podnikové finance, správa aktiv, tržní financování a finanční ekonometrie). Těchto 10 kurzů je: 
- Finanční účetnictví
- Analýza a oceňování cenných papírů
- Firemní finance
- Kapitálová struktura
- Fúze a akvizice a restrukturalizace
- Správa aktiv
- Světová ekonomika
- Finanční instituce
- Osobní finance
- Finanční ekonometrie

Studenti musí také dokončit tři volitelné předměty, z nichž alespoň dva musí souviset s financováním. Program zahrnuje pracovní týden v rámci společnosti (Google, Deloitte, CNN, Accenture, BlackRock atd.)Nakonec se studenti účastní exkurze (studijní cesty), která trvá týden. Tato studijní cesta se skládá z návštěv různých společností a firemních prezentací. K dispozici jsou následující destinace: Silicon Valley, Paříž, Milán a Mnichov, Bombaj a Bangalore nebo Šanghaj.

## Masters in Management
Masters in Management (MiM) je jednoletý magisterský titul v managementu zaměřený na nedávné absolventy, kteří mají méně než jeden rok pracovní zkušenosti nebo méně než dva roky praxe v netradiční obchodní roli.
Program je členěn na 3 termíny a skládá se z následujících základních kurzů:

### První studijní období
- Finanční účetnictví
- Analýza dat pro správu
- Finance
- Výkon v organizacích

### Druhé období
- Globální makroekonomie
- Marketing
- Strategická analýza
- Rozhodnutí a analýza rizik

### Třetí období
- Aplikovaná mikroekonomie
- Úvod do manažerského účetnictví

Studenti musí také studovat 2 volitelné předměty a mohou si vybrat z 30 různých kurzů. Program zahrnuje pracovní týden v rámci společnosti (Google, Deloitte, CNN, Accenture, Blackrock atd.), Kde se pracuje na případových studiích. Nakonec se studenti musí účastnit exkurze (studijní cesty), která trvá týden.
V letech 2018 a 2019 byl program podle magazínu Financial Times zařazen na 3. místo na světě,  Program má velmi dobré umístění na trhu práce. 96 % absolventů roku 2015 přijalo nabídku do tří měsíců od ukončení studia. 40 % pracuje v oblasti poradenství, 35 % ve financích a zbytek v různých průmyslových odvětvích. Nejprestižnější společnosti najímají studenty přímo na akademické půdě. Mezi 3 nejlepší náboráře patří Boston Consulting Group (11 studentů najatých v roce 2015), Goldman Sachs (8 studentů najatých v roce 2015) a McKinsey & Company (7 studentů najatých v roce 2015). Mezi další společnosti, které v roce 2015 přijaly 2 a více studentů MiM, patří například Oliver Wyman, Arthur D. Little, Deloitte, A.T. Kearney a Bain & Company.

## The Global Masters in Management
The Global Masters in Management (Global MiM) je dvouletý, prezenční kurz, otevřen byl v září 2015, studenti získají dva mezinárodně uznávané tituly: Masters in Management (MiM) a Masters in Science (MSc) v mezinárodním podnikání. Jeden rok se koná v Londýně. Druhý rok se koná v Šanghaji.
Společně s London Business School a renomovanou Fudan School of Management v Šanghaji poskytuje Global MiM bezkonkurenční základ.

## Manažerské vzdělávání
Každý rok navštěvuje nestandardní programy školy asi 10 000 studentů. Škola nabízí portfolio 31 manažerských programů v oblasti všeobecného řízení, strategie, vedení, marketingu, lidských zdrojů a financí.  London Business School pověřuje přibližně 45 společností ročně, aby pro ně navrhly a dodaly přizpůsobené firemní programy.
V žebříčku Bloomberg Businessweek 2016 byl LBS jmenována nejlepší mezinárodní školou. 

## Doktorandský program
Škola nabízí pětiletý doktorandský program na plný úvazek. Podporuje 60 plně financovaných kandidátů PhD v sedmi doktorandských studijních programech: účetnictví, ekonomie, finance, řízení vědy, marketing, organizační chování a strategické a mezinárodní řízení.

## Pořadí podle magazínu Financial Times
LBS a její programy jsou často zařazeny mezi nejlepší na světě a v Evropě. Podle žebříčku Financial Times je to: 
- 1. obchodní škola v Evropě (2014, 2015, 2016, 2017, 2018)
- 1. místo na světě pro post-gradual v oboru Masters in Finance (2012, 2013, 2014, 2015, 2017, 2018)
- 2. místo na světě pro Executive MBA (společný program Global-EMBA Asia – 2017)
- 3. místo na světě pro globální magisterský program (2016)
- 4. místo na světě pro výkonné vzdělávání (2015, 2017)
- 3. místo na světě pro Masters in Management (2018, 2019)